# Рудник Ґоув
Рудник Ґоув – гірничодобувний майданчик на півночі Австралії.
Рудник ввели в дію у 1971 році з метою видобутку бокситів ліцензійної території Ґоув. Відомо, що наприкінці 1970-х копальня видавала біля 5 млн тонн руди на рік і станом на 2003 рік накопичений видобуток досягнув 147 млн тонн. В подальшому потужність рудника суттєво збільшили, так, в 2023-му він видобув 11,6 млн тонн руди, тоді як показник накопиченого видобутку складав вже біля 330 млн тонн.
Розробка ведеться відкритим способом із приповерхневої зони, при цьому середня товщина бокситоносного шару становить 3,7 метра. Станом на 2003 рік було залучено до розробки 33 км2 території, з якої 24 км2 вже пройшла реабілітацію після вилучення запасів. 
Боксити транспортуються до узбережжя за допомогою системи конвеєрів загальною довжиною 19 кілометрів. Подальший вивіз забезпечує власний портовий термінал, що має глибини біля експортного причалу 14,8 метра, може приймати балкери довжиною до 245 метрів та забезпечує завантаження з продуктивністю 2200 тонн на годину.
Більше чотирьох десятків років значні обсяги продукції копальні споживав зведений у комплексі з нею глиноземний завод Ґоув, тоді як іншу частину відправляли на експорт. В 2014-му глиноземне виробництво зупинили, після чого вся продукція рудника стала вивозитись у вигляді руди (у цей період одним зі споживачів став інший австралійський глиноземний завод у Ярвуні, який запустив другу чергу та потребував додаткових обсягів сировини). 
Станом на 2024 рік ресурси копальні оцінювались лише у 67 млн тонн, як наслідок, припинення її діяльності планувалось вже на 2030 рік.
Також можливо відзначити, що з кінця 2010-х через інфраструктуру Ґоув проходить продукція значно меншого бокситового рудника Дхупума.
Проект реалізували через North Australian Bauxite and Alumina Company Ltd (Nabalco), інвесторами якої виступили швейцарська компанія Alusuisse (70%, через дочірню структуру Swiss Aluminium) та австралійська Colonial Sugar Refining Company Ltd (CSR, 30%, через Gove Aluminum). В 2001-му 100% проекту викупила канадська Alcan, яка в 2007-му була придбана гірничодобувним гігантом Rio Tinto (наразі майданчик у Ґоув діє як Rio Tinto Alcan, Gove Operations).